# Apsteiniella aralicus
Apsteiniella aralicus är en skalbaggsart som beskrevs av Nikolajev 1979. Apsteiniella aralicus ingår i släktet Apsteiniella och familjen Aphodiidae. Inga underarter finns listade.